# Prismosticta hyalinata
Prismosticta hyalinata is een vlinder uit de familie van de gevlamde vlinders (Endromidae). De wetenschappelijke naam van de soort is voor het eerst geldig gepubliceerd in 1885 door Arthur Gardiner Butler.